# KV Oostende in het seizoen 2016/17
Dit artikel beschrijft de prestaties van de Belgische voetbalclub KV Oostende in het seizoen 2016–2017.

## Spelerskern
| No.           | Naam                  | Nationaliteit | Geboortedatum | Vorige club                    |
| ------------- | --------------------- | ------------- | ------------- | ------------------------------ |
| Keepers       |                       |               |               |                                |
| 1             | Silvio Proto          | België        | 23-05-1983    | RSC Anderlecht (2009–2016)     |
| 12            | Didier Ovono          | Gabon         | 23-01-1983    | FC Sochaux (2012–2013)         |
| 28            | William Dutoit        | Frankrijk     | 18-09-1988    | Sint-Truiden (2014–2016)       |
| 30            | Jean Chopin           | Frankrijk     | 09-10-1994    | RC Lens B (2012–2014)          |
| Verdedigers   |                       |               |               |                                |
| 4             | Fabien Antunes        | Frankrijk     | 19-11-1991    | Excelsior Virton (2014–2015)   |
| 6             | Mathias Bossaerts     | België        | 10-07-1996    | /                              |
| 18            | David Rozehnal        | Tsjechië      | 05-07-1980    | Lille OSC (2010–2015)          |
| 27            | Brecht Capon          | België        | 24-04-1988    | KV Kortrijk (2009–2015)        |
| 31            | Bruno Godeau          | België        | 10-05-1992    | Zulte Waregem (2015–2016)      |
| 33            | Žarko Tomašević       | Montenegro    | 22-02-1990    | KV Kortrijk (2013–2016)        |
| 44            | Antonio Milić         | Kroatië       | 10-03-1994    | Hajduk Split (2011–2014)       |
| Middenvelders |                       |               |               |                                |
| 7             | Sébastien Siani       | Kameroen      | 21-12-1986    | FC Brussels (2011–2013)        |
| 8             | Yassine El Ghanassy   | België        | 12-07-1990    | Stabæk (2015–2016)             |
| 10            | Franck Berrier        | Frankrijk     | 02-02-1984    | Zulte Waregem (2012–2013)      |
| 15            | Andile Jali           | Zuid-Afrika   | 10-04-1990    | Orlando Pirates (2009–2014)    |
| 16            | Adam Marušić          | Montenegro    | 17-10-1992    | KV Kortrijk (2014–2016)        |
| 20            | Michiel Jonckheere    | België        | 03-01-1990    | /                              |
| 24            | Siebe Van der Heyden  | België        | 30-05-1998    | /                              |
| 26            | Kévin Vandendriessche | Frankrijk     | 07-08-1989    | Moeskroen-Péruwelz (2012–2015) |
| 36            | Hasan Özkan           | Turkije       | 14-11-1997    | /                              |
| 55            | Fernando Canesin      | Brazilië      | 27-02-1992    | RSC Anderlecht (2011–2013)     |
| Aanvallers    |                       |               |               |                                |
| 11            | Knowledge Musona      | Zimbabwe      | 21-06-1990    | TSG Hoffenheim (2014)          |
| 14            | Nicklas Pedersen      | Denemarken    | 10-10-1987    | AA Gent (2013–2016)            |
| 17            | Joseph Akpala         | Nigeria       | 24-08-1986    | Karabükspor (2013–2015)        |
| 19            | Landry Dimata         | België        | 01-09-1997    | /                              |

- = aanvoerder

### Technische staf
| Functie         | Naam              | Nationaliteit         |
| --------------- | ----------------- | --------------------- |
| Coach           | Yves Vanderhaeghe | België                |
| Assistent-coach | Adnan Čustović    | Bosnië en Herzegovina |
| Assistent-coach | Gino Caen         | België                |
| Assistent-coach | Jordi Lemiengre   | België                |
| Keeperstrainer  | Patrick Deman     | België                |
| Teammanager     | Rik Coucke        | België                |
| Teamarts        | Chris Goossens    | België                |
| Teamarts        | Marc Backaert     | België                |

## Uitrustingen
Shirtsponsor: Willems veranda's

Sportmerk: Joma
| Thuis | Uit | Alternatief | Play-offs | Doelman | Doelman |

## Transfers

### Zomer
| Naam                | Nationaliteit     | Van / Naar          | Bedrag / Type |
| ------------------- | ----------------- | ------------------- | ------------- |
| Inkomend            |                   |                     |               |
| Silvio Proto        | België            | RSC Anderlecht      | Transfervrij  |
| Ibrahima Conté      | Guinee            | RSC Anderlecht      | Gekocht       |
| Žarko Tomašević     | Montenegro        | KV Kortrijk         | Gekocht       |
| Adam Marušić        | Montenegro        | KV Kortrijk         | Gekocht       |
| Nicklas Pedersen    | Denemarken        | AA Gent             | Gekocht       |
| Yassine El Ghanassy | België            | Stabæk              | Gekocht       |
| Bruno Godeau        | België            | Zulte Waregem       | Gekocht       |
| Landry Dimata       | België            | Standard Luik       | Gekocht       |
| Mathias Bossaerts   | België            | Manchester City     | Gekocht       |
| Uitgaand            |                   |                     |               |
| Jordan Lukaku       | België            | Lazio               | Verkocht      |
| Niels De Schutter   | België            | Waasland-Beveren    | Verkocht      |
| Wouter Biebauw      | België            | KSV Roeselare       | Verkocht      |
| Saviour Godwin      | Nigeria           | KSV Roeselare       | Verkocht      |
| Yannick Loemba      | Congo-Brazzaville | Oud-Heverlee Leuven | Huur          |
| Sébastien Locigno   | België            | Go Ahead Eagles     | Huur          |

### Winter
| Naam           | Nationaliteit | Van / Naar        | Bedrag / Type |
| -------------- | ------------- | ----------------- | ------------- |
| Inkomend       |               |                   |               |
| William Dutoit | Frankrijk     | Sint-Truidense VV | Transfervrij  |
| Hasan Özkan    | Turkije       | AA Gent           | Gekocht       |
| Uitgaand       |               |                   |               |
| Ibrahima Conté | Guinee        | Waasland-Beveren  | Huur          |
| Gohi Bi Cyriac | Ivoorkust     | Fulham FC         | Huur          |

## Jupiler Pro League

### Wedstrijden
| Wedstrijddetails                                              | Thuisploeg                                                        | Uitslag                     | Uitploeg                                                  | Opstelling | Kaarten                                                        |
| ------------------------------------------------------------- | ----------------------------------------------------------------- | --------------------------- | --------------------------------------------------------- | --- | -------------------------------------------------------------- |
| Heenronde                                                     |                                                                   |                             |                                                           | |                                                                |
| 31 juli 2016 18:00 Luminus Arena Genk                         | KRC Genk                                                          | 2-1                         | KV Oostende                                               | Proto Capon, Tomašević, Milić, Antunes Jonckheere, Siani, Musona Canesin (79' Akpala), Dimata (64' Cyriac), El Ghanassy (64' Marušić)                | 31' Milić 41' Antunes                                          |
| 31 juli 2016 18:00 Luminus Arena Genk                         | 50' Karelis 90' Samatta                                           | 1-0 2-0 2-1                 | 90+3' Musona                                              | Proto Capon, Tomašević, Milić, Antunes Jonckheere, Siani, Musona Canesin (79' Akpala), Dimata (64' Cyriac), El Ghanassy (64' Marušić)                | 31' Milić 41' Antunes                                          |
| 5 augustus 2016 20:30 Versluys Arena Oostende                 | KV Oostende                                                       | 1-0                         | Club Brugge                                               | Proto Vandendriessche (76' Canesin), Tomašević, Milić, Antunes Marušić, Jonckheere, Siani, El Ghanassy (90+2' Berrier) Dimata (61' Cyriac), Musona   |                                                                |
| 5 augustus 2016 20:30 Versluys Arena Oostende                 | 90+1' El Ghanassy                                                 | 1-0                         |                                                           | Proto Vandendriessche (76' Canesin), Tomašević, Milić, Antunes Marušić, Jonckheere, Siani, El Ghanassy (90+2' Berrier) Dimata (61' Cyriac), Musona   |                                                                |
| 14 augustus 2016 20:00 Versluys Arena Oostende                | KV Oostende                                                       | 2-1                         | Excel Moeskroen                                           | Proto Marušić, Tomašević, Milić, Antunes Jonckheere, Siani, Musona Canesin, Dimata, El Ghanassy                                                      | 7' Dimata 31' Proto                                            |
| 14 augustus 2016 20:00 Versluys Arena Oostende                | 73' Musona (pen.) 83' Marušić                                     | 0-1 1-1 2-1                 | 45' Marković                                              | Proto Marušić, Tomašević, Milić, Antunes Jonckheere, Siani, Musona Canesin, Dimata, El Ghanassy                                                      | 7' Dimata 31' Proto                                            |
| 20 augustus 2016 20:30 Regenboogstadion Waregem               | Zulte Waregem                                                     | 1-1                         | KV Oostende                                               | Proto Vandendriessche, Godeau, Tomašević, Antunes Jonckheere (73' Canesin), Siani, Musona Marušić, Dimata (68' Cyriac), El Ghanassy (80' Berrier)    | 24' Tomašević 75' Antunes                                      |
| 20 augustus 2016 20:30 Regenboogstadion Waregem               | 56' Leye                                                          | 0-1 1-1                     | 5' Marušić                                                | Proto Vandendriessche, Godeau, Tomašević, Antunes Jonckheere (73' Canesin), Siani, Musona Marušić, Dimata (68' Cyriac), El Ghanassy (80' Berrier)    | 24' Tomašević 75' Antunes                                      |
| 27 augustus 2016 20:30 Versluys Arena Oostende                | KV Oostende                                                       | 2-1                         | Waasland-Beveren                                          | Proto Marušić, Bossaerts, Tomašević, Milić Jonckheere, Siani, Musona Canesin (80' Berrier), Cyriac (68' Dimata), El Ghanassy (69' Vandendriessche)   | 22' Jonckheere 35' Jonckheere                                  |
| 27 augustus 2016 20:30 Versluys Arena Oostende                | 3' Camacho (own) 17' Musona                                       | 1-0 2-0 2-1                 | 85' Jans                                                  | Proto Marušić, Bossaerts, Tomašević, Milić Jonckheere, Siani, Musona Canesin (80' Berrier), Cyriac (68' Dimata), El Ghanassy (69' Vandendriessche)   | 22' Jonckheere 35' Jonckheere                                  |
| 10 september 2016 18:00 Kehrwegstadion Eupen                  | KAS Eupen                                                         | 2-1                         | KV Oostende                                               | Proto Capon, Bossaerts, Tomašević, Marušić Vandendriessche (80' Dimata), Siani, Musona (72' Berrier) Canesin, Cyriac (85' Antunes), El Ghanassy      | 34' El Ghanassy 82' Marušić 90+5' Berrier                      |
| 10 september 2016 18:00 Kehrwegstadion Eupen                  | 50' Sylla 65' Ocansey                                             | 1-0 1-1 2-1                 | 56' El Ghanassy                                           | Proto Capon, Bossaerts, Tomašević, Marušić Vandendriessche (80' Dimata), Siani, Musona (72' Berrier) Canesin, Cyriac (85' Antunes), El Ghanassy      | 34' El Ghanassy 82' Marušić 90+5' Berrier                      |
| 18 september 2016 20:00 Versluys Arena Oostende               | KV Oostende                                                       | 1-0                         | AA Gent                                                   | Proto Capon, Bossaerts, Tomašević, Milić Jonckheere, Siani, Musona (90+3' Godeau) Marušić, Cyriac (75' Vandendriessche), El Ghanassy (80' Canesin)   | 53' Jonckheere 80' Tomašević 81' Vandendriessche               |
| 18 september 2016 20:00 Versluys Arena Oostende               | 64' Cyriac                                                        | 1-0                         |                                                           | Proto Capon, Bossaerts, Tomašević, Milić Jonckheere, Siani, Musona (90+3' Godeau) Marušić, Cyriac (75' Vandendriessche), El Ghanassy (80' Canesin)   | 53' Jonckheere 80' Tomašević 81' Vandendriessche               |
| 24 september 2016 20:30 Stade du Pays de Charleroi Charleroi  | Sporting Charleroi                                                | 2-1                         | KV Oostende                                               | Proto Capon (86' Pedersen), Bossaerts, Tomašević, Milić Jonckheere, Siani (80' Vandendriessche), Musona Marušić, Cyriac, El Ghanassy (65' Berrier)   | 88' Bossaerts                                                  |
| 24 september 2016 20:30 Stade du Pays de Charleroi Charleroi  | 37' Fall 85' Bedia                                                | 1-0 1-1 2-1                 | 83' Musona (pen.)                                         | Proto Capon (86' Pedersen), Bossaerts, Tomašević, Milić Jonckheere, Siani (80' Vandendriessche), Musona Marušić, Cyriac, El Ghanassy (65' Berrier)   | 88' Bossaerts                                                  |
| 30 september 2016 20:30 Versluys Arena Oostende               | KV Oostende                                                       | 2-2                         | Sint-Truidense VV                                         | Proto Capon, Rozehnal, Tomašević, Milić Jonckheere, Siani, Berrier (81' Vandendriessche) Marušić, Cyriac (75' Pedersen), Musona (85' Canesin)        | 27' Tomašević 50' Capon 53' Jonckheere                         |
| 30 september 2016 20:30 Versluys Arena Oostende               | 7' Cyriac (pen.) 41' Musona                                       | 1-0 1-1 2-1 2-2             | 39' Peeters 90+4' Gerkens                                 | Proto Capon, Rozehnal, Tomašević, Milić Jonckheere, Siani, Berrier (81' Vandendriessche) Marušić, Cyriac (75' Pedersen), Musona (85' Canesin)        | 27' Tomašević 50' Capon 53' Jonckheere                         |
| 16 oktober 2016 20:00 Achter de Kazerne Mechelen              | KV Mechelen                                                       | 2-3                         | KV Oostende                                               | Proto Marušić, Rozehnal, Godeau, Antunes Jonckheere, Vandendriessche, Berrier (62' El Ghanassy) Conté (90+1' Canesin), Cyriac (72' Pedersen), Musona | 38' Rozehnal 43' Vandendriessche 83' Proto                     |
| 16 oktober 2016 20:00 Achter de Kazerne Mechelen              | 33' Verdier 84' De Witte (pen.)                                   | 0-1 1-1 1-2 2-2 2-3         | 4' Musona 61' Godeau 88' Conté                            | Proto Marušić, Rozehnal, Godeau, Antunes Jonckheere, Vandendriessche, Berrier (62' El Ghanassy) Conté (90+1' Canesin), Cyriac (72' Pedersen), Musona | 38' Rozehnal 43' Vandendriessche 83' Proto                     |
| 21 oktober 2016 20:30 Versluys Arena Oostende                 | KV Oostende                                                       | 2-2                         | KV Kortrijk                                               | Proto Marušić, Godeau (57' Milić), Tomašević, Antunes Vandendriessche, Jali (68' El Ghanassy), Berrier Conté, Cyriac (64' Dimata), Musona            | 56' Vandendriessche 79' Dimata 87' Berrier                     |
| 21 oktober 2016 20:30 Versluys Arena Oostende                 | 84' Dimata 90+5' Gigot (own)                                      | 0-1 0-2 1-2 2-2             | 22' Ouali 53' Gigot                                       | Proto Marušić, Godeau (57' Milić), Tomašević, Antunes Vandendriessche, Jali (68' El Ghanassy), Berrier Conté, Cyriac (64' Dimata), Musona            | 56' Vandendriessche 79' Dimata 87' Berrier                     |
| 25 oktober 2016 20:30 Daknamstadion Lokeren                   | KSC Lokeren                                                       | 1-2                         | KV Oostende                                               | Proto Capon, Rozehnal, Milić, Tomašević (78' Antunes) Vandendriessche, Musona (72' Marušić), Berrier Canesin, Dimata (90' Godeau), El Ghanassy       |                                                                |
| 25 oktober 2016 20:30 Daknamstadion Lokeren                   | 68' Bolbat                                                        | 0-1 1-1 1-2                 | 15' Dimata 71' Milić                                      | Proto Capon, Rozehnal, Milić, Tomašević (78' Antunes) Vandendriessche, Musona (72' Marušić), Berrier Canesin, Dimata (90' Godeau), El Ghanassy       |                                                                |
| 30 oktober 2016 14:30 Versluys Arena Oostende                 | KV Oostende                                                       | 3-1                         | Standard Luik                                             | Proto Capon, Rozehnal, Milić, Marušić Vandendriessche, Jonckheere, Berrier (83' Siani) Canesin (65' Canesin), Dimata (80' Akpala), El Ghanassy       | 24' Marušić 81' Vandendriessche                                |
| 30 oktober 2016 14:30 Versluys Arena Oostende                 | 11' Dimata 21' Berrier 48' Berrier (pen.)                         | 1-0 2-0 3-0 3-1             | 63' Sá                                                    | Proto Capon, Rozehnal, Milić, Marušić Vandendriessche, Jonckheere, Berrier (83' Siani) Canesin (65' Canesin), Dimata (80' Akpala), El Ghanassy       | 24' Marušić 81' Vandendriessche                                |
| 6 november 2016 18:00 Constant Vanden Stockstadion Anderlecht | RSC Anderlecht                                                    | 1-1                         | KV Oostende                                               | Proto Capon, Rozehnal, Milić, Marušić Vandendriessche, Jonckheere, Berrier Canesin, Dimata (76' Cyriac), El Ghanassy (86' Conté)                     | 77' Canesin 88' Milić                                          |
| 6 november 2016 18:00 Constant Vanden Stockstadion Anderlecht | 82' Tielemans (pen.)                                              | 0-1 1-1                     | 66' Berrier (pen.)                                        | Proto Capon, Rozehnal, Milić, Marušić Vandendriessche, Jonckheere, Berrier Canesin, Dimata (76' Cyriac), El Ghanassy (86' Conté)                     | 77' Canesin 88' Milić                                          |
| 19 november 2016 20:00 Versluys Arena Oostende                | KV Oostende                                                       | 5-0                         | KVC Westerlo                                              | Ovono Bossaerts (46' Siani), Rozehnal, Milić, Marušić Vandendriessche, Jonckheere, Berrier Canesin, Dimata (78' Cyriac), El Ghanassy (72' Musona)    | 43' Bossaerts 66' Siani 89' Milić                              |
| 19 november 2016 20:00 Versluys Arena Oostende                | 13' Milić 49' Milić 74' Musona 77' Dimata 90+1' Canesin           | 1-0 2-0 3-0 4-0 5-0         |                                                           | Ovono Bossaerts (46' Siani), Rozehnal, Milić, Marušić Vandendriessche, Jonckheere, Berrier Canesin, Dimata (78' Cyriac), El Ghanassy (72' Musona)    | 43' Bossaerts 66' Siani 89' Milić                              |
| Terugronde                                                    |                                                                   |                             |                                                           | |                                                                |
| 27 november 2016 14:30 Versluys Arena Oostende                | KV Oostende                                                       | 6-0                         | KRC Genk                                                  | Ovono Vandendriessche (82' Cyriac), Rozehnal, Milić, Marušić (75' Godeau) Jonckheere, Siani, Berrier Canesin, Dimata, Musona (70' El Ghanassy)       |                                                                |
| 27 november 2016 14:30 Versluys Arena Oostende                | 19' Berrier 29' Milić 56' Musona 71' Dimata 83' Cyriac 86' Dimata | 1-0 2-0 3-0 4-0 5-0 6-0     |                                                           | Ovono Vandendriessche (82' Cyriac), Rozehnal, Milić, Marušić (75' Godeau) Jonckheere, Siani, Berrier Canesin, Dimata, Musona (70' El Ghanassy)       |                                                                |
| 3 december 2016 18:00 Jan Breydelstadion Brugge               | Club Brugge                                                       | 2-0                         | KV Oostende                                               | Ovono Vandendriessche, Rozehnal, Milić, Marušić Jonckheere, Siani, Berrier (77' Pedersen) Canesin (70' El Ghanassy), Dimata, Musona (81' Cyriac)     | 50' Berrier 70' Milić 90+2' El Ghanassy                        |
| 3 december 2016 18:00 Jan Breydelstadion Brugge               | 58' Izquierdo 90+4' Vossen (pen.)                                 | 1-0 2-0                     |                                                           | Ovono Vandendriessche, Rozehnal, Milić, Marušić Jonckheere, Siani, Berrier (77' Pedersen) Canesin (70' El Ghanassy), Dimata, Musona (81' Cyriac)     | 50' Berrier 70' Milić 90+2' El Ghanassy                        |
| 11 december 2016 18:00 Ghelamco Arena Gent                    | AA Gent                                                           | 1-1                         | KV Oostende                                               | Ovono Capon, Rozehnal, Godeau, Marušić Jonckheere, Siani, Berrier (74' Pedersen) Canesin, Dimata (78' Cyriac), El Ghanassy (84' Conté)               | 72' Capon                                                      |
| 11 december 2016 18:00 Ghelamco Arena Gent                    | 79' Coulibaly                                                     | 0-1 1-1                     | 20' El Ghanassy                                           | Ovono Capon, Rozehnal, Godeau, Marušić Jonckheere, Siani, Berrier (74' Pedersen) Canesin, Dimata (78' Cyriac), El Ghanassy (84' Conté)               | 72' Capon                                                      |
| 17 december 2016 18:00 Versluys Arena Oostende                | KV Oostende                                                       | 1-1                         | Zulte Waregem                                             | Ovono Capon, Rozehnal, Milić, Tomašević Vandendriessche, Jonckheere, Berrier (82' Pedersen) Canesin (88' Conté), Dimata, El Ghanassy (66' Cyriac)    |                                                                |
| 17 december 2016 18:00 Versluys Arena Oostende                | 45' Berrier (pen.)                                                | 0-1 1-1                     | 19' Lerager                                               | Ovono Capon, Rozehnal, Milić, Tomašević Vandendriessche, Jonckheere, Berrier (82' Pedersen) Canesin (88' Conté), Dimata, El Ghanassy (66' Cyriac)    |                                                                |
| 21 december 2016 20:30 Guldensporenstadion Kortrijk           | KV Kortrijk                                                       | 0-2                         | KV Oostende                                               | Ovono Capon (77' Conté), Rozehnal, Godeau, Tomašević Vandendriessche, Jonckheere, Siani, Berrier (75' El Ghanassy) Dimata, Cyriac (86' Akpala)       | 19' Tomašević 38' Siani 80' Conté                              |
| 21 december 2016 20:30 Guldensporenstadion Kortrijk           |                                                                   | 0-1 0-2                     | 45' Cyriac 88' El Ghanassy                                | Ovono Capon (77' Conté), Rozehnal, Godeau, Tomašević Vandendriessche, Jonckheere, Siani, Berrier (75' El Ghanassy) Dimata, Cyriac (86' Akpala)       | 19' Tomašević 38' Siani 80' Conté                              |
| 26 december 2016 14:30 Versluys Arena Oostende                | KV Oostende                                                       | 1-3                         | KAS Eupen                                                 | Ovono Vandendriessche, Rozehnal, Godeau, Tomašević (46' Milić) Jonckheere, Siani (61' Musona), Berrier El Ghanassy, Cyriac (75' Pedersen), Dimata    | 43' Siani 63' Berrier 88' Godeau                               |
| 26 december 2016 14:30 Versluys Arena Oostende                | 83' Dimata                                                        | 0-1 0-2 1-2 1-3             | 1' Onyekuru 47' Sylla 90+2' Onyekuru                      | Ovono Vandendriessche, Rozehnal, Godeau, Tomašević (46' Milić) Jonckheere, Siani (61' Musona), Berrier El Ghanassy, Cyriac (75' Pedersen), Dimata    | 43' Siani 63' Berrier 88' Godeau                               |
| 21 januari 2017 20:00 Freethiel Beveren                       | Waasland-Beveren                                                  | 0-1                         | KV Oostende                                               | Dutoit Capon, Rozehnal, Milić, Marušić Jonckheere, Jali, Vandendriessche Canesin (61' Conté), Dimata (90+2' Akpala), El Ghanassy (79' Berrier)       | 32' El Ghanassy                                                |
| 21 januari 2017 20:00 Freethiel Beveren                       |                                                                   | 0-1                         | 45' Dimata                                                | Dutoit Capon, Rozehnal, Milić, Marušić Jonckheere, Jali, Vandendriessche Canesin (61' Conté), Dimata (90+2' Akpala), El Ghanassy (79' Berrier)       | 32' El Ghanassy                                                |
| 24 januari 2017 20:30 Versluys Arena Oostende                 | KV Oostende                                                       | 1-2                         | Sporting Charleroi                                        | Dutoit Capon, Rozehnal, Milić, Tomašević (46' Antunes) Jonckheere, Jali (79' Berrier), Vandendriessche Canesin (68' El Ghanassy), Cyriac, Marušić    | 20' Jonckheere 62' Cyriac                                      |
| 24 januari 2017 20:30 Versluys Arena Oostende                 | 34' Jonckheere                                                    | 0-1 0-2 1-2                 | 2' Harbaoui 29' Benavente                                 | Dutoit Capon, Rozehnal, Milić, Tomašević (46' Antunes) Jonckheere, Jali (79' Berrier), Vandendriessche Canesin (68' El Ghanassy), Cyriac, Marušić    | 20' Jonckheere 62' Cyriac                                      |
| 28 januari 2017 20:00 Stayen Sint-Truiden                     | Sint-Truidense VV                                                 | 3-0                         | KV Oostende                                               | Dutoit Vandendriessche, Bossaerts, Milić, Marušić Jonckheere, Jali (68' Cyriac), Berrier Conté (66' Antunes), Dimata (76' Akpala), El Ghanassy       | 48' Bossaerts 56' Vandendriessche                              |
| 28 januari 2017 20:00 Stayen Sint-Truiden                     | 30' Mechele 57' Vetokele 72' Vetokele                             | 1-0 2-0 3-0                 |                                                           | Dutoit Vandendriessche, Bossaerts, Milić, Marušić Jonckheere, Jali (68' Cyriac), Berrier Conté (66' Antunes), Dimata (76' Akpala), El Ghanassy       | 48' Bossaerts 56' Vandendriessche                              |
| 5 februari 2017 20:30 Versluys Arena Oostende                 | KV Oostende                                                       | 2-0                         | KV Mechelen                                               | Dutoit Marušić, Rozehnal, Godeau, Milić Jonckheere, Jali, Berrier (73' Tomašević) Musona, Dimata (79' Akpala), El Ghanassy (74' Özkan)               | 23' Musona 40' Godeau 42' Jonckheere 61' Musona                |
| 5 februari 2017 20:30 Versluys Arena Oostende                 | 19' Vanlerberghe (own) 84' De Witte (own)                         | 1-0 2-0                     |                                                           | Dutoit Marušić, Rozehnal, Godeau, Milić Jonckheere, Jali, Berrier (73' Tomašević) Musona, Dimata (79' Akpala), El Ghanassy (74' Özkan)               | 23' Musona 40' Godeau 42' Jonckheere 61' Musona                |
| 11 februari 2017 18:00 Le Canonnier Moeskroen                 | Excel Moeskroen                                                   | 1-2                         | KV Oostende                                               | Dutoit Marušić, Rozehnal, Godeau, Milić Vandendriessche, Jali (80' Özkan), Berrier Canesin (62' Siani), Dimata (84' Pedersen), El Ghanassy           | 39' Berrier                                                    |
| 11 februari 2017 18:00 Le Canonnier Moeskroen                 | 23' Matulevičius                                                  | 1-0 1-1 1-2                 | 34' Dimata 89' Rozehnal                                   | Dutoit Marušić, Rozehnal, Godeau, Milić Vandendriessche, Jali (80' Özkan), Berrier Canesin (62' Siani), Dimata (84' Pedersen), El Ghanassy           | 39' Berrier                                                    |
| 19 februari 2017 18:00 Versluys Arena Oostende                | KV Oostende                                                       | 1-4                         | RSC Anderlecht                                            | Dutoit Marušić, Rozehnal, Godeau (75' Canesin), Milić Vandendriessche (80' Pedersen), Jonckheere (73' Jali), El Ghanassy Musona, Dimata              | 90' Milić                                                      |
| 19 februari 2017 18:00 Versluys Arena Oostende                | 24' Dimata (pen.)                                                 | 0-1 1-1 1-2 1-3 1-4         | 2' Hanni 67' Tielemans 69' Tielemans 90' Teodorczyk       | Dutoit Marušić, Rozehnal, Godeau (75' Canesin), Milić Vandendriessche (80' Pedersen), Jonckheere (73' Jali), El Ghanassy Musona, Dimata              | 90' Milić                                                      |
| 25 februari 2017 20:30 't Kuipje Westerlo                     | KVC Westerlo                                                      | 0-4                         | KV Oostende                                               | Dutoit Capon, Rozehnal, Godeau, Marušić Vandendriessche, Siani, Berrier (73' Jonckheere) Musona, Dimata (85' Akpala), El Ghanassy (62' Canesin)      | 43' Godeau 86' Capon                                           |
| 25 februari 2017 20:30 't Kuipje Westerlo                     |                                                                   | 0-1 0-2 0-3 0-4             | 52' Dimata (pen.) 76' Musona 80' Jonckheere 90+1' Marušić | Dutoit Capon, Rozehnal, Godeau, Marušić Vandendriessche, Siani, Berrier (73' Jonckheere) Musona, Dimata (85' Akpala), El Ghanassy (62' Canesin)      | 43' Godeau 86' Capon                                           |
| 4 maart 2017 20:00 Versluys Arena Oostende                    | KV Oostende                                                       | 0-0                         | KSC Lokeren                                               | Dutoit Capon, Rozehnal, Godeau, Milić (89' Tomašević) Jonckheere, Siani, Berrier (85' Canesin) Marušić, Dimata (82' Akpala), Musona                  |                                                                |
| 4 maart 2017 20:00 Versluys Arena Oostende                    |                                                                   |                             |                                                           | Dutoit Capon, Rozehnal, Godeau, Milić (89' Tomašević) Jonckheere, Siani, Berrier (85' Canesin) Marušić, Dimata (82' Akpala), Musona                  |                                                                |
| 12 maart 2017 14:30 Stade Maurice Dufrasne Luik               | Standard Luik                                                     | 2-2                         | KV Oostende                                               | Proto Vandendriessche, Bossaerts, Tomašević (58' Godeau), Antunes Jali (83' Özkan), Siani, Berrier Canesin, Akpala (89' Pedersen), El Ghanassy       |                                                                |
| 12 maart 2017 14:30 Stade Maurice Dufrasne Luik               | 53' Belfodil 82' Belfodil (pen.)                                  | 0-1 0-2 1-2 2-2             | 12' Bossaerts 47' Akpala                                  | Proto Vandendriessche, Bossaerts, Tomašević (58' Godeau), Antunes Jali (83' Özkan), Siani, Berrier Canesin, Akpala (89' Pedersen), El Ghanassy       |                                                                |
| Play-off I                                                    |                                                                   |                             |                                                           | |                                                                |
| 1 april 2017 18:00 Stade du Pays de Charleroi Charleroi       | Sporting Charleroi                                                | 1-1                         | KV Oostende                                               | Proto Capon, Rozehnal, Godeau, Marušić Vandendriessche, Siani, Berrier (65' Jonckheere) Canesin, Musona (90' Akpala), El Ghanassy                    | 24' Marušić 77' Rozehnal                                       |
| 1 april 2017 18:00 Stade du Pays de Charleroi Charleroi       | 78' Mata                                                          | 0-1 1-1                     | 53' Musona                                                | Proto Capon, Rozehnal, Godeau, Marušić Vandendriessche, Siani, Berrier (65' Jonckheere) Canesin, Musona (90' Akpala), El Ghanassy                    | 24' Marušić 77' Rozehnal                                       |
| 7 april 2017 20:30 Versluys Arena Oostende                    | KV Oostende                                                       | 1-1                         | Zulte Waregem                                             | Proto Capon, Rozehnal, Godeau (71' Bossaerts), Marušić Vandendriessche, Siani, Berrier Canesin (77' El Ghanassy), Dimata (83' Akpala), Musona        | 28' Musona 90+2' Berrier                                       |
| 7 april 2017 20:30 Versluys Arena Oostende                    | 90+1' Berrier                                                     | 0-1 1-1                     | 66' Dalsgaard                                             | Proto Capon, Rozehnal, Godeau (71' Bossaerts), Marušić Vandendriessche, Siani, Berrier Canesin (77' El Ghanassy), Dimata (83' Akpala), Musona        | 28' Musona 90+2' Berrier                                       |
| 16 april 2017 18:00 Versluys Arena Oostende                   | KV Oostende                                                       | 0-1                         | RSC Anderlecht                                            | Proto Capon (33' Jonckheere), Rozehnal, Milić, Marušić Vandendriessche, Siani (83' Antunes), Berrier Canesin (73' Pedersen), Dimata, El Ghanassy     | 18' Marušić                                                    |
| 16 april 2017 18:00 Versluys Arena Oostende                   |                                                                   | 0-1                         | 48' Hanni                                                 | Proto Capon (33' Jonckheere), Rozehnal, Milić, Marušić Vandendriessche, Siani (83' Antunes), Berrier Canesin (73' Pedersen), Dimata, El Ghanassy     | 18' Marušić                                                    |
| 21 april 2017 20:30 Ghelamco Arena Gent                       | AA Gent                                                           | 1-1                         | KV Oostende                                               | Proto Marušić, Bossaerts, Milić, Antunes Vandendriessche (90+1' Özkan), Siani, Berrier Canesin (85' El Ghanassy), Dimata (81' Akpala), Musona        | 90+1' Proto                                                    |
| 21 april 2017 20:30 Ghelamco Arena Gent                       | 73' Kubo                                                          | 0-1 1-1                     | 66' Berrier                                               | Proto Marušić, Bossaerts, Milić, Antunes Vandendriessche (90+1' Özkan), Siani, Berrier Canesin (85' El Ghanassy), Dimata (81' Akpala), Musona        | 90+1' Proto                                                    |
| 26 april 2017 20:30 Jan Breydelstadion Brugge                 | Club Brugge                                                       | 3-1                         | KV Oostende                                               | Proto (50' Dutoit) Marušić, Bossaerts, Godeau, Antunes (79' Jali) Vandendriessche, Siani, Berrier Canesin (70' El Ghanassy), Dimata, Musona          | 57' Musona 90+1' Godeau 90+6' Dimata                           |
| 26 april 2017 20:30 Jan Breydelstadion Brugge                 | 32' Vossen 33' Izquierdo 69' Izquierdo                            | 0-1 1-1 2-1 3-1             | 15' Dimata                                                | Proto (50' Dutoit) Marušić, Bossaerts, Godeau, Antunes (79' Jali) Vandendriessche, Siani, Berrier Canesin (70' El Ghanassy), Dimata, Musona          | 57' Musona 90+1' Godeau 90+6' Dimata                           |
| 30 april 2017 18:00 Versluys Arena Oostende                   | KV Oostende                                                       | 1-0                         | Sporting Charleroi                                        | Dutoit Marušić, Rozehnal, Milić, Antunes Vandendriessche, Siani, Berrier (90+1' Jali) Musona, Dimata (86' Akpala), El Ghanassy (67' Canesin)         | 43' Milić 73' Vandendriessche                                  |
| 30 april 2017 18:00 Versluys Arena Oostende                   | 66' Siani (pen.)                                                  | 1-0                         |                                                           | Dutoit Marušić, Rozehnal, Milić, Antunes Vandendriessche, Siani, Berrier (90+1' Jali) Musona, Dimata (86' Akpala), El Ghanassy (67' Canesin)         | 43' Milić 73' Vandendriessche                                  |
| 7 mei 2017 14:30 Versluys Arena Oostende                      | KV Oostende                                                       | 4-3                         | AA Gent                                                   | Dutoit Capon, Rozehnal, Milić, Antunes Jali, Siani, Berrier (87' Özkan) Vandendriessche, Musona (90+2' Akpala), Marušić                              | 28' Antunes 90+3' Milić                                        |
| 7 mei 2017 14:30 Versluys Arena Oostende                      | 24' Siani 65' Marušić 71' Berrier 78' Rozehnal                    | 0-1 1-1 1-2 2-2 3-2 4-2 4-3 | 13' Saief 56' Milićević 80' Kubo                          | Dutoit Capon, Rozehnal, Milić, Antunes Jali, Siani, Berrier (87' Özkan) Vandendriessche, Musona (90+2' Akpala), Marušić                              | 28' Antunes 90+3' Milić                                        |
| 13 mei 2017 18:00 Regenboogstadion Waregem                    | Zulte Waregem                                                     | 3-1                         | KV Oostende                                               | Dutoit Capon, Rozehnal, Godeau (72' Akpala), Antunes (9' Tomašević) Jali, Siani, Berrier Vandendriessche (62' Canesin), Musona, Marušić              | 41' Berrier 44' Vandendriessche 73' Jali 79' Marušić 79' Siani |
| 13 mei 2017 18:00 Regenboogstadion Waregem                    | 4' Kaya 39' Hamalainen 44' Leye                                   | 1-0 1-1 2-1 3-1             | 17' Marušić                                               | Dutoit Capon, Rozehnal, Godeau (72' Akpala), Antunes (9' Tomašević) Jali, Siani, Berrier Vandendriessche (62' Canesin), Musona, Marušić              | 41' Berrier 44' Vandendriessche 73' Jali 79' Marušić 79' Siani |
| 18 mei 2017 20:30 Versluys Arena Oostende                     | KV Oostende                                                       | 2-1                         | Club Brugge                                               | Dutoit Vandendriessche, Rozehnal, Tomašević, Capon Jali, Siani, Berrier (89' Özkan) Canesin (84' El Ghanassy), Akpala, Musona (90+1' Jonckheere)     | 90' Musona                                                     |
| 18 mei 2017 20:30 Versluys Arena Oostende                     | 30' Rozehnal 82' Akpala                                           | 1-0 1-1 2-1                 | 72' Wesley                                                | Dutoit Vandendriessche, Rozehnal, Tomašević, Capon Jali, Siani, Berrier (89' Özkan) Canesin (84' El Ghanassy), Akpala, Musona (90+1' Jonckheere)     | 90' Musona                                                     |
| 21 mei 2017 14:30 Constant Vanden Stockstadion Anderlecht     | RSC Anderlecht                                                    | 3-2                         | KV Oostende                                               | Dutoit Marušić, Rozehnal (88' Van der Heyden), Tomašević, Milić Özkan, Jali, Berrier Canesin (82' Pedersen), Akpala, El Ghanassy (68' Capon)         | 84' Jali                                                       |
| 21 mei 2017 14:30 Constant Vanden Stockstadion Anderlecht     | 42' Rozehnal (own) 64' Dendoncker 78' Acheampong                  | 0-1 1-1 2-1 2-2 3-2         | 28' Milić 68' Akpala                                      | Dutoit Marušić, Rozehnal (88' Van der Heyden), Tomašević, Milić Özkan, Jali, Berrier Canesin (82' Pedersen), Akpala, El Ghanassy (68' Capon)         | 84' Jali                                                       |
| Barragewedstrijd om Europees voetbal                          |                                                                   |                             |                                                           | |                                                                |
| 31 mei 2017 20:30 Versluys Arena Oostende                     | KV Oostende                                                       | 3-1                         | KRC Genk                                                  | Proto Capon, Rozehnal, Tomašević, Milić Siani (46' Vandendriessche), Jali, Berrier (88' Canesin) Marušić, Akpala (85' Özkan), Musona                 | 33' Akpala 81' Marušić                                         |
| 31 mei 2017 20:30 Versluys Arena Oostende                     | 27' Akpala 32' Rozehnal 51' Jali                                  | 1-0 2-0 2-1 3-1             | 45' Schrijvers (pen.)                                     | Proto Capon, Rozehnal, Tomašević, Milić Siani (46' Vandendriessche), Jali, Berrier (88' Canesin) Marušić, Akpala (85' Özkan), Musona                 | 33' Akpala 81' Marušić                                         |

### Overzicht
| Speeldag  | 1  | 2  | 3 | 4 | 5  | 6  | 7  | 8  | 9  | 10 | 11 | 12 | 13 | 14 | 15 | 16 | 17 | 18 | 19 | 20 | 21 | 22 | 23 | 24 | 25 | 26 | 27 | 28 | 29 | 30 |  | 1  | 2  | 3  | 4  | 5  | 6  | 7  | 8  | 9  | 10 |  | B |
| --------- | -- | -- | - | - | -- | -- | -- | -- | -- | -- | -- | -- | -- | -- | -- | -- | -- | -- | -- | -- | -- | -- | -- | -- | -- | -- | -- | -- | -- | -- |  | -- | -- | -- | -- | -- | -- | -- | -- | -- | -- |  | - |
| Resultaat | v  | w  | w | g | w  | v  | w  | v  | g  | w  | g  | w  | w  | g  | w  | w  | v  | g  | g  | w  | v  | w  | v  | v  | w  | w  | v  | w  | g  | g  |  | g  | g  | v  | g  | v  | w  | w  | v  | w  | v  |  | w |
| Punten    | 0  | 3  | 6 | 7 | 10 | 10 | 13 | 13 | 14 | 17 | 18 | 21 | 24 | 25 | 28 | 31 | 31 | 32 | 33 | 36 | 36 | 39 | 39 | 39 | 42 | 45 | 45 | 48 | 49 | 50 |  | 26 | 27 | 27 | 28 | 28 | 31 | 34 | 34 | 37 | 37 |  | – |
| Positie   | 11 | 10 | 5 | 6 | 4  | 8  | 3  | 8  | 8  | 5  | 7  | 6  | 3  | 3  | 2  | 2  | 4  | 4  | 5  | 4  | 4  | 4  | 4  | 5  | 4  | 4  | 4  | 4  | 4  | 5  |  | 5  | 5  | 5  | 6  | 6  | 5  | 4  | 4  | 4  | 4  |  | – |

### Klassement

#### Reguliere competitie
| Pos | Team               | Wed | W  | G  | V  | Ptn | DV | DT | +/− |       |
| --- | ------------------ | --- | -- | -- | -- | --- | -- | -- | --- | ----- |
| 2   | Club Brugge        | 30  | 18 | 5  | 7  | 59  | 56 | 24 | +32 | PO I  |
| 3   | Zulte Waregem      | 30  | 15 | 9  | 6  | 54  | 47 | 40 | +7  | PO I  |
| 4   | KAA Gent           | 30  | 14 | 8  | 8  | 50  | 45 | 29 | +16 | PO I  |
| 5   | KV Oostende        | 30  | 14 | 8  | 8  | 50  | 52 | 37 | +15 | PO I  |
| 6   | Sporting Charleroi | 30  | 13 | 10 | 7  | 49  | 33 | 31 | +2  | PO I  |
| 7   | KV Mechelen        | 30  | 14 | 6  | 10 | 48  | 41 | 36 | +5  | PO II |
| 8   | KRC Genk           | 30  | 14 | 6  | 10 | 48  | 40 | 35 | +5  | PO II |

PO I: Play-off I, PO II: Play-off II, : Degradeert na dit seizoen naar Eerste Klasse B

#### Play-off I
| Pos | Team               | Wed | W | G | V | Ptn | DV | DT | +/− |                             |
| --- | ------------------ | --- | - | - | - | --- | -- | -- | --- | --------------------------- |
| 1   | RSC Anderlecht     | 10  | 6 | 3 | 1 | 52  | 14 | 6  | +8  | Groepsfase Champions League |
| 2   | Club Brugge        | 10  | 4 | 3 | 3 | 45  | 16 | 14 | +2  | Voorrondes Champions League |
| 3   | AA Gent            | 10  | 4 | 4 | 2 | 41  | 16 | 11 | +5  | Voorrondes Europa League    |
| 4   | KV Oostende        | 10  | 3 | 3 | 4 | 37  | 14 | 17 | −3  | Barrage tegen winnaar PO II |
| 5   | Sporting Charleroi | 10  | 2 | 4 | 4 | 35  | 10 | 13 | −3  |                             |
| 6   | SV Zulte Waregem   | 10  | 1 | 3 | 6 | 33  | 12 | 21 | −9  | Groepsfase Europa League    |

1. ↑  SV Zulte Waregem kwalificeerde zich voor de groepsfase van de Europa League na winst van de Beker van België 2016-17.

## Beker van België
| Wedstrijddetails                                    | Thuisploeg                                 | Uitslag                     | Uitploeg                                            | Opstelling | Kaarten                                           |
| --------------------------------------------------- | ------------------------------------------ | --------------------------- | --------------------------------------------------- | --- | ------------------------------------------------- |
| 1/16 finale                                         |                                            |                             |                                                     | |                                                   |
| 21 september 2016 20:30 Bosuilstadion Antwerpen     | Antwerp FC (1B)                            | 0-2                         | KV Oostende                                         | Proto Marušić, Godeau, Tomašević, Antunes (83' Milić) Jonckheere, Vandendriessche, Berrier Canesin, Musona (68' Pedersen), El Ghanassy (81' Conté)                                             | 10' Marušić 75' Antunes                           |
| 21 september 2016 20:30 Bosuilstadion Antwerpen     |                                            | 0-1 0-2                     | 18' Berrier 64' Musona                              | Proto Marušić, Godeau, Tomašević, Antunes (83' Milić) Jonckheere, Vandendriessche, Berrier Canesin, Musona (68' Pedersen), El Ghanassy (81' Conté)                                             | 10' Marušić 75' Antunes                           |
| 1/8 finale                                          |                                            |                             |                                                     | |                                                   |
| 30 november 2016 20:00 Stade Leburton Tubeke        | AFC Tubize (1B)                            | 3-4                         | KV Oostende                                         | Ovono Capon, Godeau, Bossaerts, Tomašević Conté, Vandendriessche, Siani, El Ghanassy (90+1' Dimata) Akpala (60' Pedersen), Cyriac (96' Canesin)                                                | 13' Tomašević 26' El Ghanassy 56' Vandendriessche |
| 30 november 2016 20:00 Stade Leburton Tubeke        | 56' Keita (pen.) 58' Q. Laurent 64' Diallo | 0-1 0-2 1-2 2-2 3-2 3-3 3-4 | 1' Cyriac 47' Cyriac 70' Pedersen 119' Siani (pen.) | Ovono Capon, Godeau, Bossaerts, Tomašević Conté, Vandendriessche, Siani, El Ghanassy (90+1' Dimata) Akpala (60' Pedersen), Cyriac (96' Canesin)                                                | 13' Tomašević 26' El Ghanassy 56' Vandendriessche |
| Kwartfinale                                         |                                            |                             |                                                     | |                                                   |
| 14 december 2016 20:45 Versluys Arena Oostende      | KV Oostende                                | 1-0                         | AA Gent                                             | Ovono Marušić, Rozehnal, Milić, Tomašević Conté (78' Canesin), Vandendriessche, Siani (83' Pedersen), Berrier Dimata, Cyriac (90+4' Godeau)                                                    | 90' Tomašević                                     |
| 14 december 2016 20:45 Versluys Arena Oostende      | 64' Cyriac                                 | 1-0                         |                                                     | Ovono Marušić, Rozehnal, Milić, Tomašević Conté (78' Canesin), Vandendriessche, Siani (83' Pedersen), Berrier Dimata, Cyriac (90+4' Godeau)                                                    | 90' Tomašević                                     |
| Halve finale                                        |                                            |                             |                                                     | |                                                   |
| 17 januari 2017 20:30 Versluys Arena Oostende       | KV Oostende                                | 1-1                         | KRC Genk                                            | Dutoit Capon, Rozehnal, Milić, Marušić Vandendriessche, Jonckheere, Berrier (79' Cyriac) Canesin (72' Conté), Dimata (87' Jali), El Ghanassy                                                   | 45+1' Marušić                                     |
| 17 januari 2017 20:30 Versluys Arena Oostende       | 21' Vandendriessche                        | 1-0 1-1                     | 55' Malinovski                                      | Dutoit Capon, Rozehnal, Milić, Marušić Vandendriessche, Jonckheere, Berrier (79' Cyriac) Canesin (72' Conté), Dimata (87' Jali), El Ghanassy                                                   | 45+1' Marušić                                     |
| 31 januari 2017 20:45 Luminus Arena Genk            | KRC Genk                                   | 0-1                         | KV Oostende                                         | Dutoit Capon, Rozehnal, Godeau, Milić Vandendriessche, Jonckheere, Berrier (89' Canesin) Musona (86' Jali), Dimata (75' Akpala), El Ghanassy                                                   | 11' Capon                                         |
| 31 januari 2017 20:45 Luminus Arena Genk            |                                            | 0-1                         | 8' Musona                                           | Dutoit Capon, Rozehnal, Godeau, Milić Vandendriessche, Jonckheere, Berrier (89' Canesin) Musona (86' Jali), Dimata (75' Akpala), El Ghanassy                                                   | 11' Capon                                         |
| Finale                                              |                                            |                             |                                                     | |                                                   |
| 18 maart 2017 20:45 Koning Boudewijnstadion Brussel | KV Oostende                                | 3-3 (2-4)                   | Zulte Waregem                                       | Dutoit Capon, Rozehnal, Godeau, Marušić Jonckheere (71' Canesin), Siani, Berrier (87' El Ghanassy) Vandendriessche, Dimata (97' Akpala), Musona Strafschoppen: Siani, Canesin, Marušić, Musona | 1' Jonckheere 120' Musona                         |
| 18 maart 2017 20:45 Koning Boudewijnstadion Brussel | 19' Dimata 54' Dimata 116' Musona (pen.)   | 1-0 1-1 2-1 2-2 2-3 3-3     | 25' Derijck 64' Coopman 111' Gueye                  | Dutoit Capon, Rozehnal, Godeau, Marušić Jonckheere (71' Canesin), Siani, Berrier (87' El Ghanassy) Vandendriessche, Dimata (97' Akpala), Musona Strafschoppen: Siani, Canesin, Marušić, Musona | 1' Jonckheere 120' Musona                         |

## Statistieken
De spelers met de meeste wedstrijden zijn in het groen aangeduid, de speler met de meeste doelpunten in het geel.
| Nr. | Naam                  | Eerste Klasse | Eerste Klasse | Beker van België | Beker van België | Totaal | Totaal |
| Nr. | Naam                  | Wed           | Goals         | Wed              | Goals            | Wed    | Goals  |
| --- | --------------------- | ------------- | ------------- | ---------------- | ---------------- | ------ | ------ |
| 1.  | Silvio Proto          | 21            | 0             | 1                | 0                | 22     | 0      |
| 4.  | Fabien Antunes        | 17            | 0             | 1                | 0                | 18     | 0      |
| 6.  | Mathias Bossaerts     | 11            | 1             | 1                | 0                | 12     | 1      |
| 7.  | Sébastien Siani       | 31            | 2             | 3                | 1                | 34     | 3      |
| 8.  | Yassine El Ghanassy   | 36            | 4             | 5                | 0                | 41     | 4      |
| 9.  | Gohi Bi Cyriac        | 21            | 4             | 3                | 3                | 24     | 7      |
| 10. | Franck Berrier        | 37            | 8             | 5                | 1                | 42     | 9      |
| 11. | Knowledge Musona      | 30            | 10            | 3                | 3                | 33     | 13     |
| 12. | Didier Ovono          | 7             | 0             | 2                | 0                | 9      | 0      |
| 14. | Nicklas Pedersen      | 12            | 0             | 3                | 1                | 15     | 1      |
| 15. | Andile Jali           | 15            | 1             | 2                | 0                | 17     | 1      |
| 16. | Adam Marušić          | 36            | 5             | 4                | 0                | 40     | 5      |
| 17. | Joseph Akpala         | 18            | 4             | 3                | 0                | 21     | 4      |
| 18. | David Rozehnal        | 27            | 4             | 4                | 0                | 31     | 4      |
| 19. | Landry Dimata         | 29            | 12            | 5                | 2                | 34     | 14     |
| 20. | Michiel Jonckheere    | 28            | 2             | 4                | 0                | 32     | 2      |
| 21. | Ante Blažević         | 0             | 0             | 0                | 0                | 0      | 0      |
| 22. | Ibrahima Conté        | 8             | 1             | 4                | 0                | 12     | 1      |
| 24. | Siebe Van der Heyden  | 1             | 0             | 0                | 0                | 1      | 0      |
| 26. | Kévin Vandendriessche | 36            | 0             | 6                | 1                | 42     | 1      |
| 27. | Brecht Capon          | 22            | 0             | 4                | 0                | 26     | 0      |
| 28. | William Dutoit        | 14            | 0             | 3                | 0                | 17     | 0      |
| 29. | Alvin Sebgia          | 0             | 0             | 0                | 0                | 0      | 0      |
| 30. | Jean Chopin           | 0             | 0             | 0                | 0                | 0      | 0      |
| 31. | Bruno Godeau          | 20            | 1             | 5                | 0                | 25     | 1      |
| 33. | Žarko Tomašević       | 22            | 0             | 3                | 0                | 25     | 0      |
| 36. | Hasan Özkan           | 8             | 0             | 0                | 0                | 8      | 0      |
| 44. | Antonio Milić         | 30            | 5             | 4                | 0                | 34     | 5      |
| 55. | Fernando Canesin      | 34            | 1             | 6                | 0                | 40     | 1      |

## Afbeeldingen

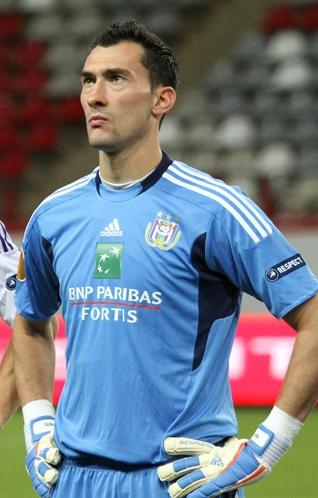
Silvio Proto (doelman)
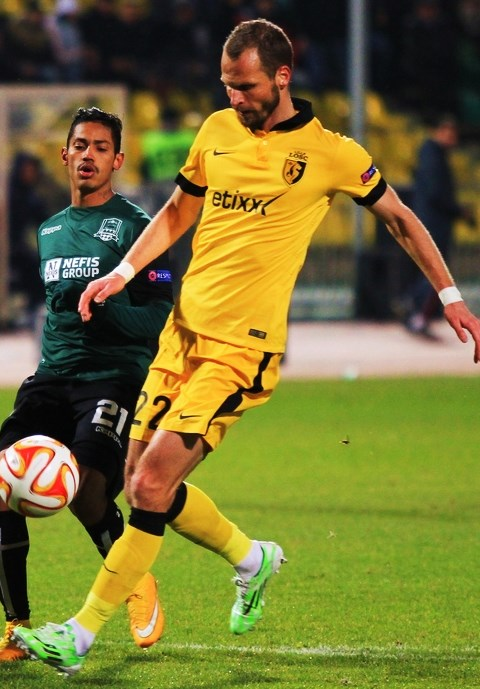
David Rozehnal (verdediger)
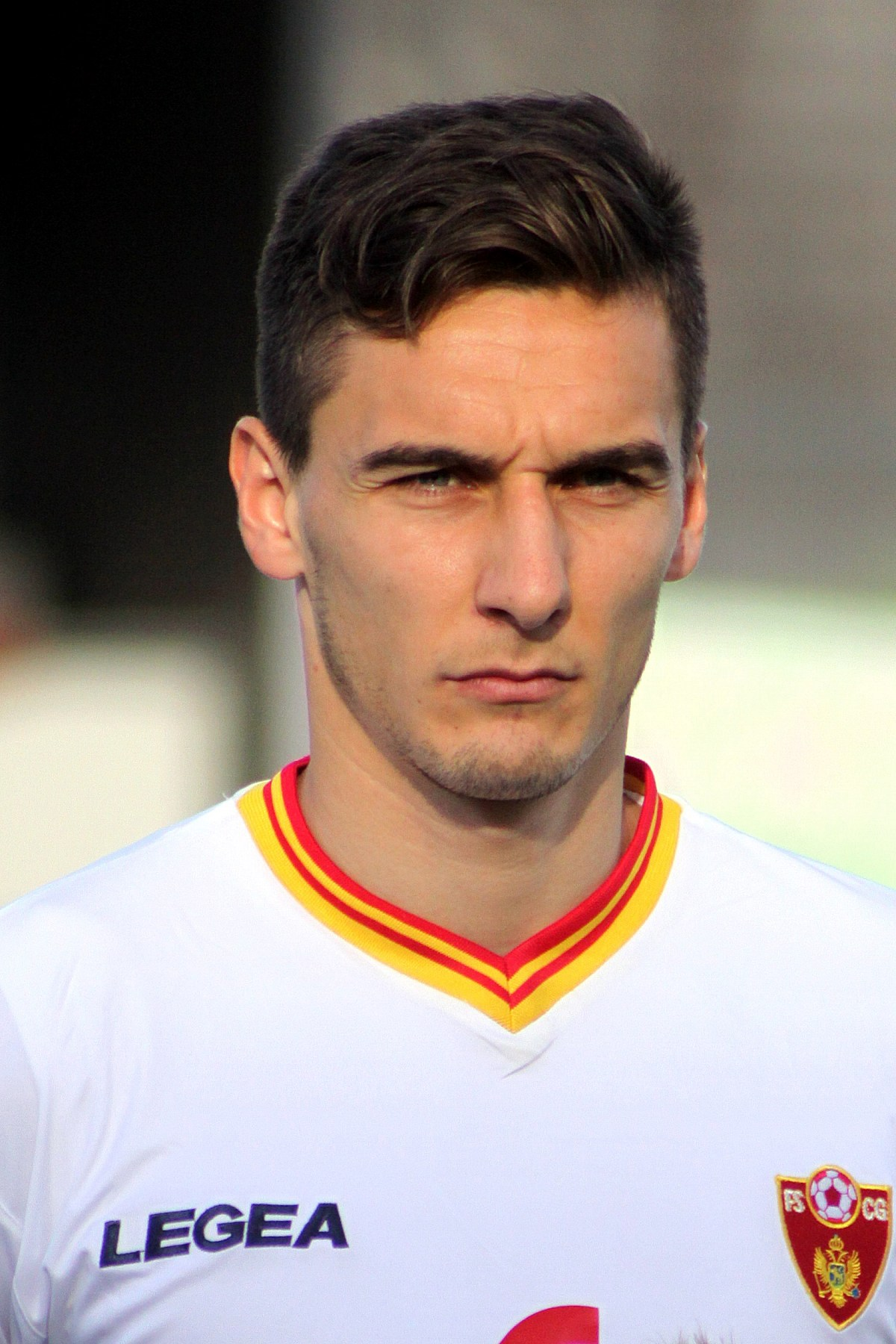
Žarko Tomašević (verdediger)
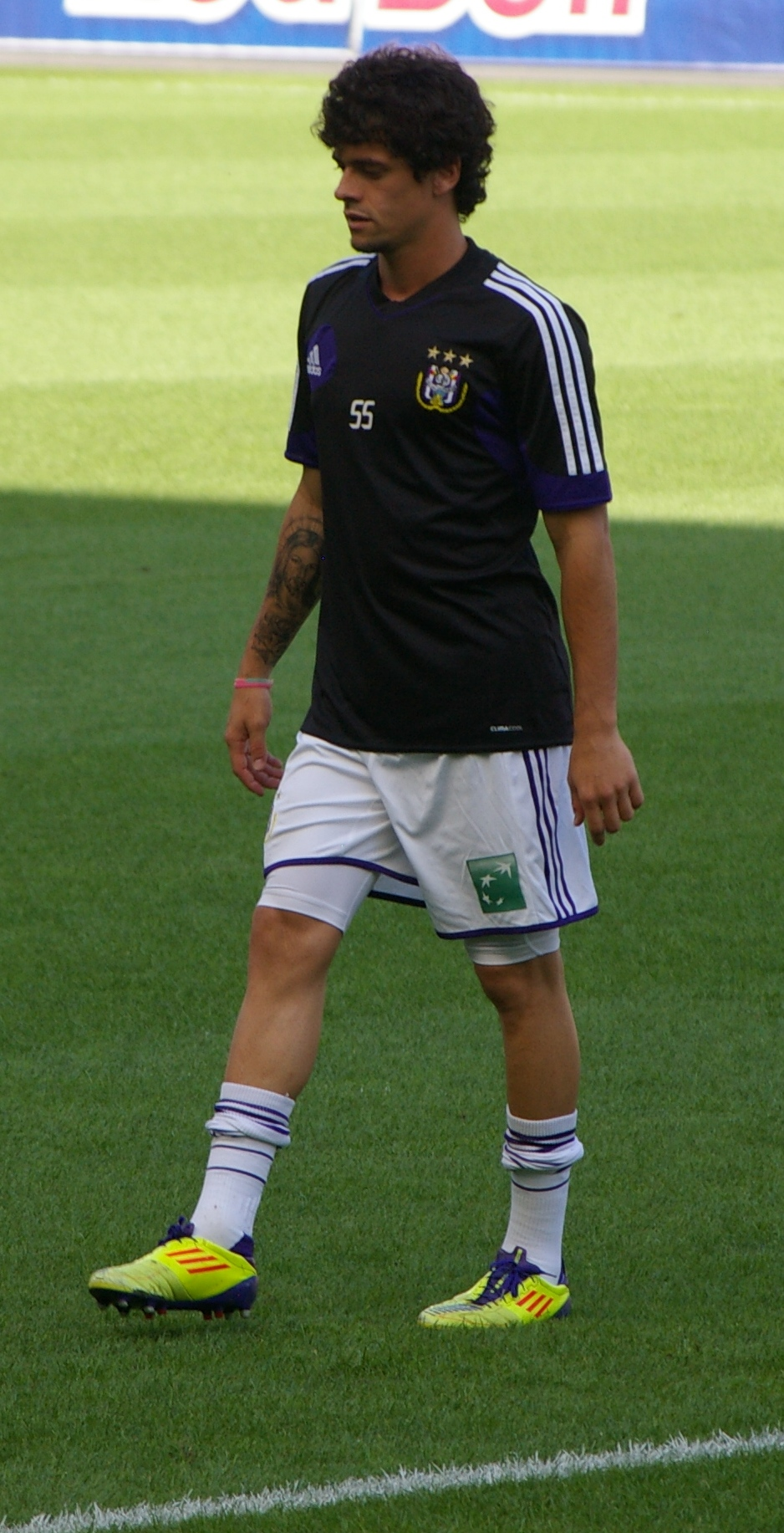
Fernando Canesin (middenvelder)
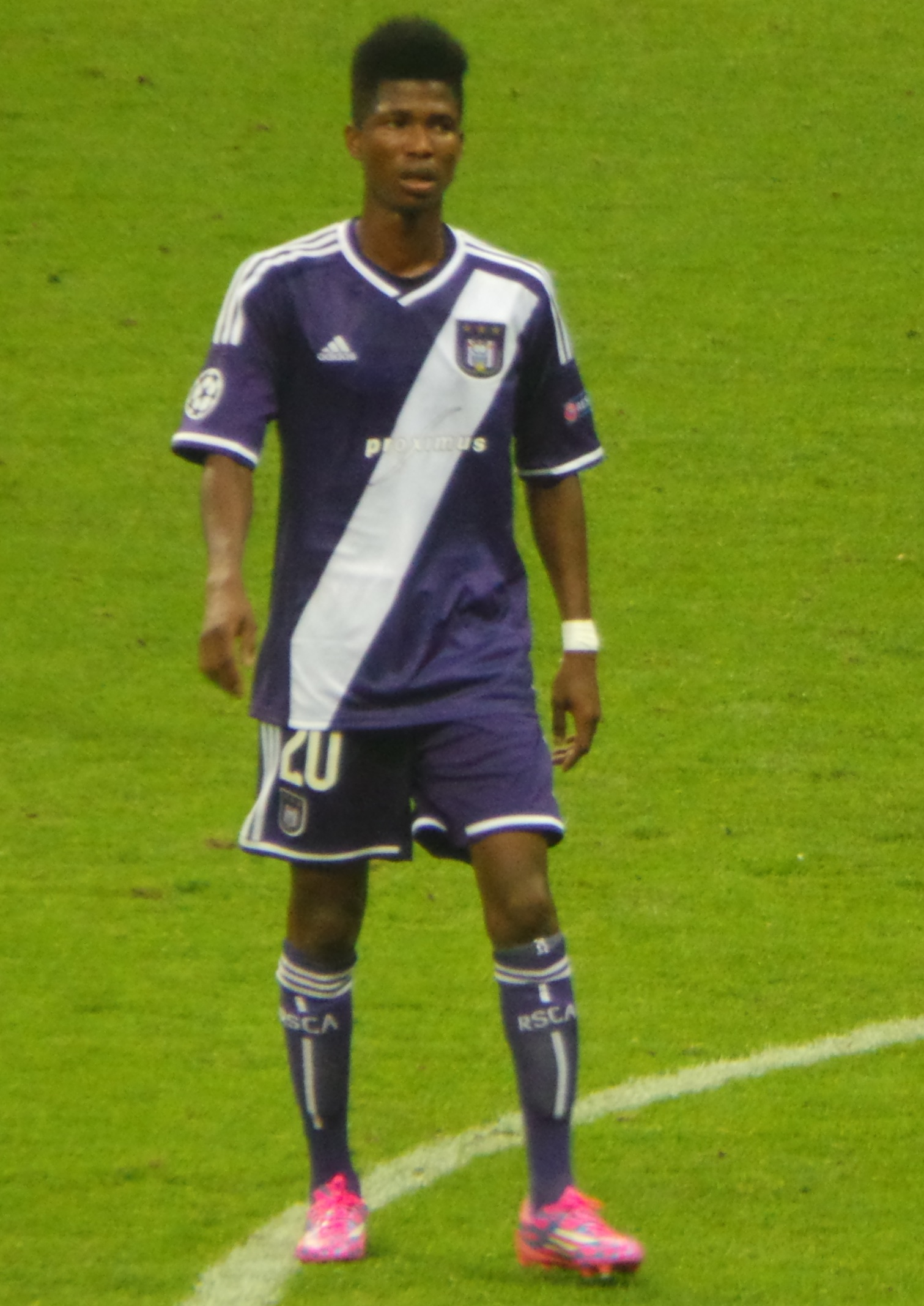
Ibrahima Conté (middenvelder)
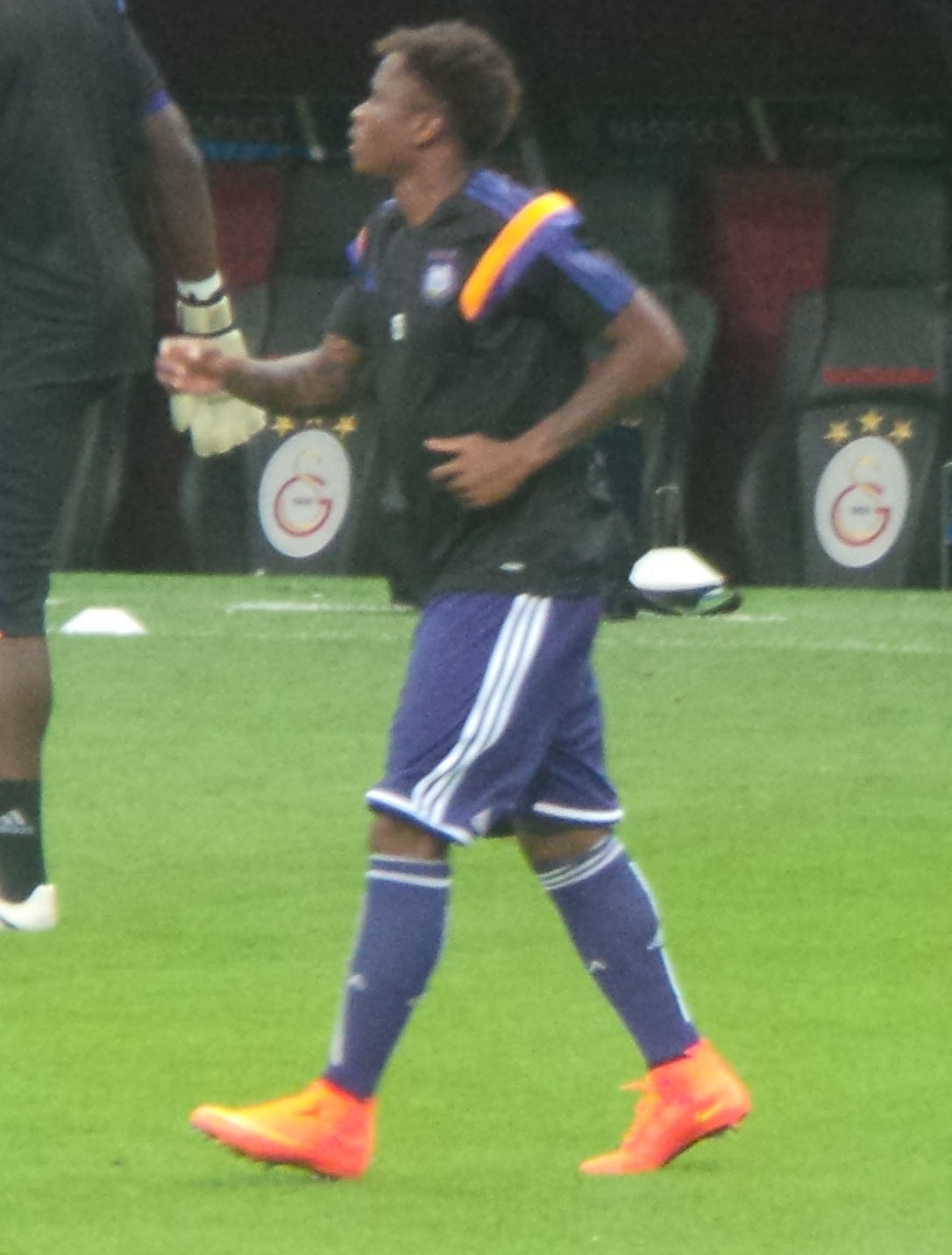
Gohi Bi Cyriac (aanvaller)
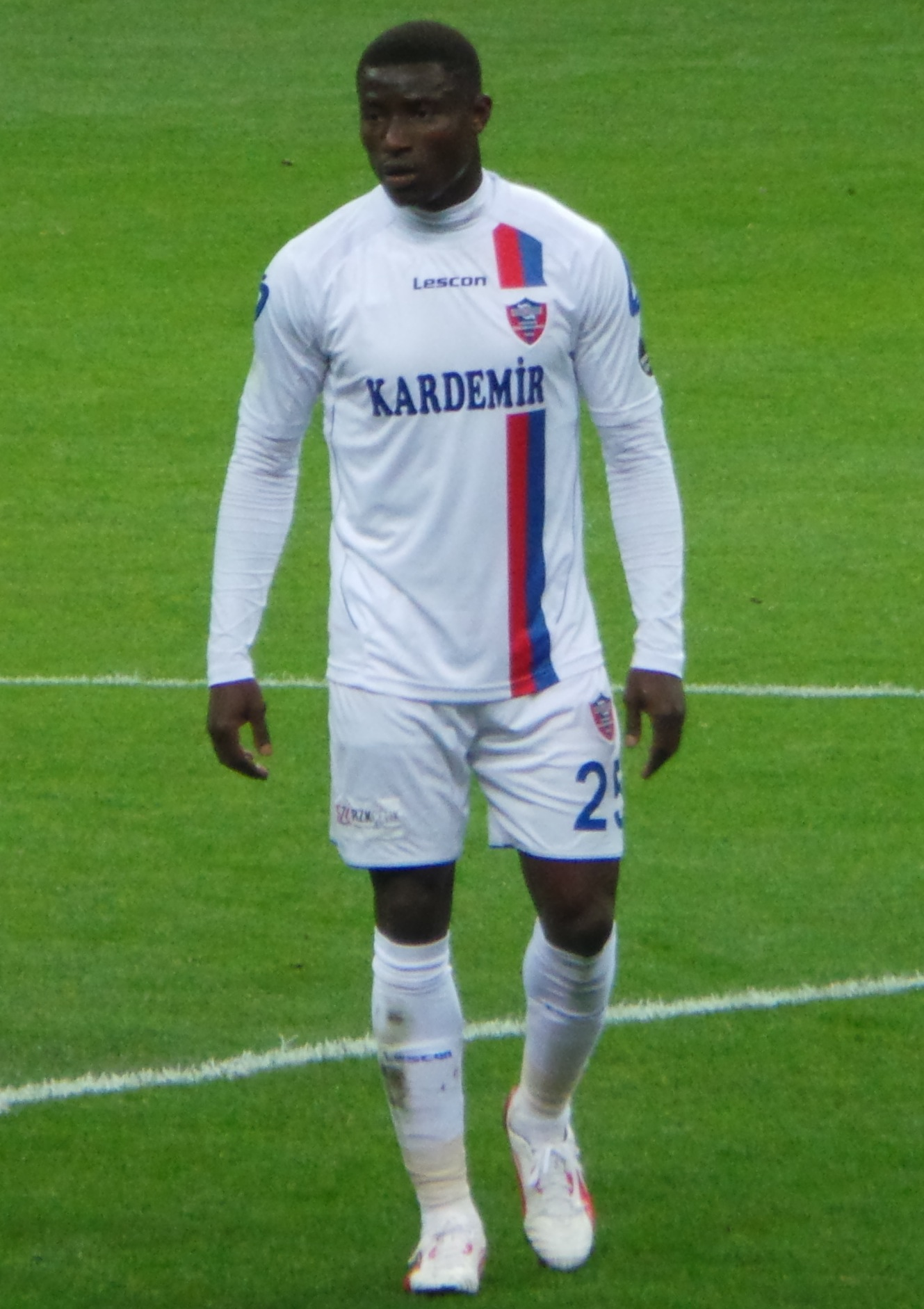
Joseph Akpala (aanvaller)
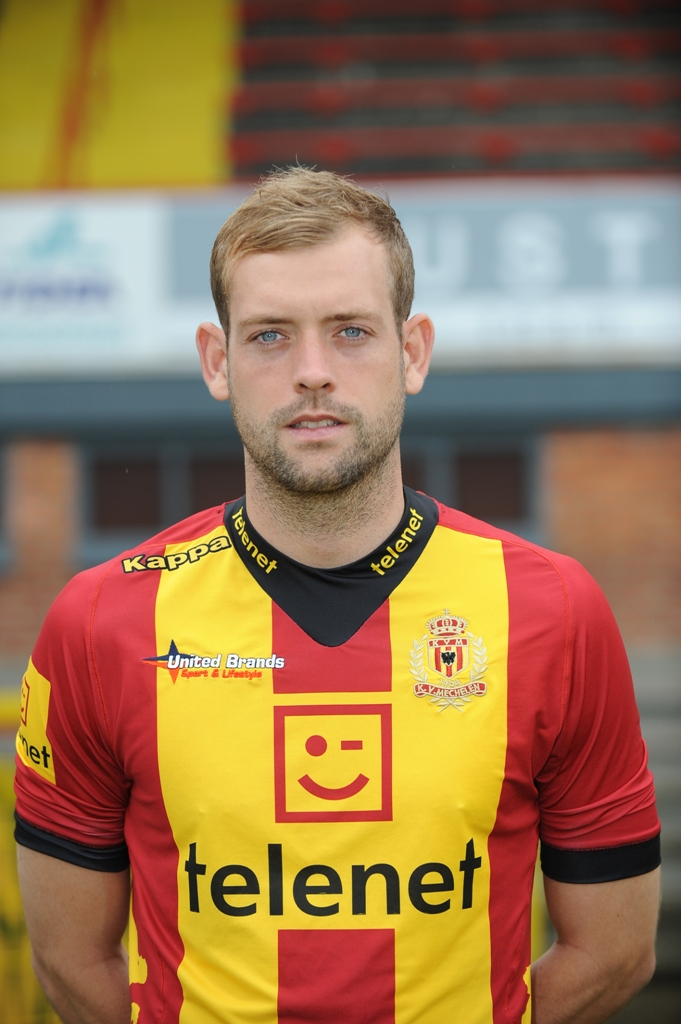
Nicklas Pedersen (aanvaller)